# Zak (maat)
Een zak is een oude Vlaamse inhoudsmaat gebruikt om een hoeveelheid (een volume) haver of koren mee te meten.
Door de feodale indeling waren er regionale verschillen. Daarnaast waren er ook verschillen naargelang het product. Zo onderscheiden we de zak als korenmaat en de zak als havermaat.
Enkele voorbeelden:
- De zak koren in Kasselrij Oudburg en Land van Waas was 107,3 liter
- De zak koren in het Land van Waas voor 1554 was 111,76 liter
- De zak haver in Kasselrij Oudburg en Land van Waas was 152,24 liter
- De zak koren in het Land van Dendermonde was 130,3 liter
- de zak haver in het Land van Dendermonde was 151,2 liter
- De zak koren in het Aalst was 212,9 liter
- de zak haver in het Aalst was 303,8 liter

## Onderverdeling
Een gebruikte onderverdeling vooral in de Kasselrij van Oudburg en het Land van Waas voor koren is de volgende:
1 mud = 6 zakken = 12 halsters = 24 veertellen = 48 meukens = 96 achtelingen = 384 pinten = 643,8 liter.
Hier door is:
- 1 zak = 107,3 liter
- 1 halster = ½ zak = 53,65 liter
- 1 veertel = ¼ zak = ½ halster = 26,825 liter
- 1 meuken = 1/8 zak = ½ veertel = 13,413 liter
- 1 achteling = 1/16 zak = ½ meuken = 6,706 liter[1]

Let wel: tegen het einde van de 16e eeuw wordt een veertel al vaker gebruikt als een synoniem voor een zak, met de maat van een zak.